# Raoul Henkaert
Raoul Charles E. Henkaert (5. března 1907 Brusel, Belgie – 13. února 1955) byl belgický sportovní šermíř, který se specializoval na šerm kordem. Belgii reprezentoval ve třicátých a čtyřicátých letech. Na olympijských hrách startoval v roce 1932 a 1948. V roce 1947 obsadil třetí místo na mistrovství světa v soutěži jednotlivců.